# Muscle troisième adducteur
Le muscle troisième adducteur est un muscle du membre inférieur situé dans le plan profond de la loge fémorale médiale. 
Il forme le bord médial du trigone fémoral.

## Description
Le muscle troisième adducteur est un muscle épais et triangulaire la partie antéro-médiale de la cuisse. Il occupe toute sa hauteur. C'est le muscle adducteur le plus postérieur, le plus large et le plus étendu. Il relie l'os coxal au fémur par trois faisceaux : un faisceau supérieur, un faisceau moyen et un faisceau inférieur.
Les faisceaux supérieur et moyen forme la portion latérale du muscle : le muscle grand adducteur.
Le faisceau inférieur forme sa portion médiale : la partie ischio-condylaire.

## Origine

### Faisceau supérieur et moyen
Le faisceau supérieur et moyen  du muscle troisième adducteur se fixe sur la partie moyenne du bord inférieur de la branche ischio-pubienne par une lame aponévrotique.

### Faisceau inférieur
Le faisceau inférieur du muscle troisième adducteur se fixe sur la partie la plus inférieure de la tubérosité ischiatique, en avant des muscles ischio-jambiers par un court tendon.

## Trajet

### Faisceau supérieur
Le faisceau supérieur se dirige en dehors presque horizontalement en avant du faisceau moyen, formant un corps triangulaire tordu sur lui-même.

### Faisceau moyen
Le faisceau moyen descend en dehors, formant un corps triangulaire.

### Faisceau inférieur
Le faisceau inférieur descend sensiblement à la verticale en arrière du faisceau moyen.

## Terminaison

### Faisceau supérieur
Le faisceau supérieur s’insère sur la partie postérieure du fémur entre les branches latérale et moyenne de la trifurcation supérieure de la ligne âpre.

### Faisceau moyen
Le faisceau moyen s'insère par une lame tendineuse sur la partie du tiers moyen de la lèvre externe de la ligne âpre en dessous du faisceau supérieur. Son insertion sur la ligne âpre est interrompue par une série d'arcades fibreuses qui livrent passage aux différentes artères perforantes venant de l'artère profonde de la cuisse.

### Faisceau inférieur
Le faisceau inférieur s'insère par un tendon individuel sur le tubercule adducteur au-dessus de l'épicondyle médial.
Une arcade fibreuse relie la partie basse de l'insertion du faisceau moyen sur la ligne âpre à l'insertion du faisceau inférieur sur le tubercule adducteur. Cette arcade forme le hiatus adducteur qui laisse passer l'artère fémorale qui change alors de nom et devient artère poplitée.

## Innervation
Il est innervé par la branche antérieure du nerf obturateur et par le nerf musculaire médial (une des branches terminales du nerf fémoral).

## Vascularisation
Il est vascularisé par l'artère obturatrice qui nait de l'artère iliaque interne.

## Action
Il est adducteur et rotateur interne (médial) de la cuisse.

## Muscles antagonistes
Les muscles fessiers et le muscle pyramidal du bassin.

## Galerie

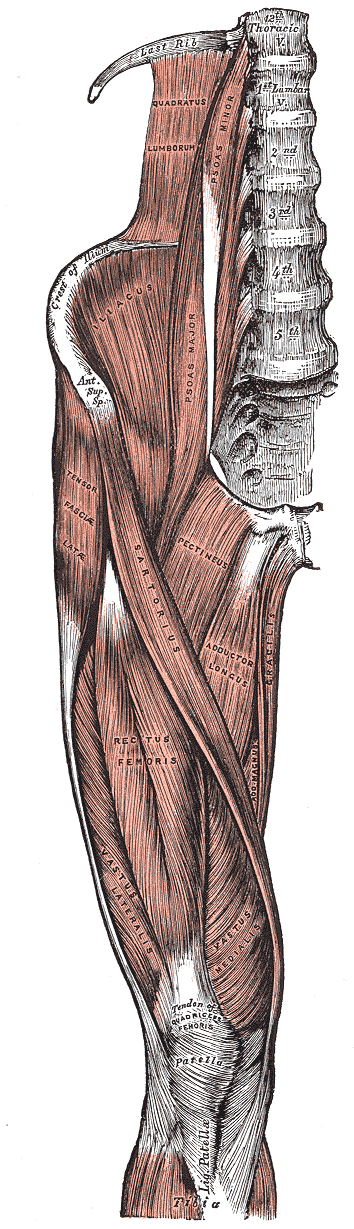
Muscles de la face antérieure de la cuisse et du bassin.
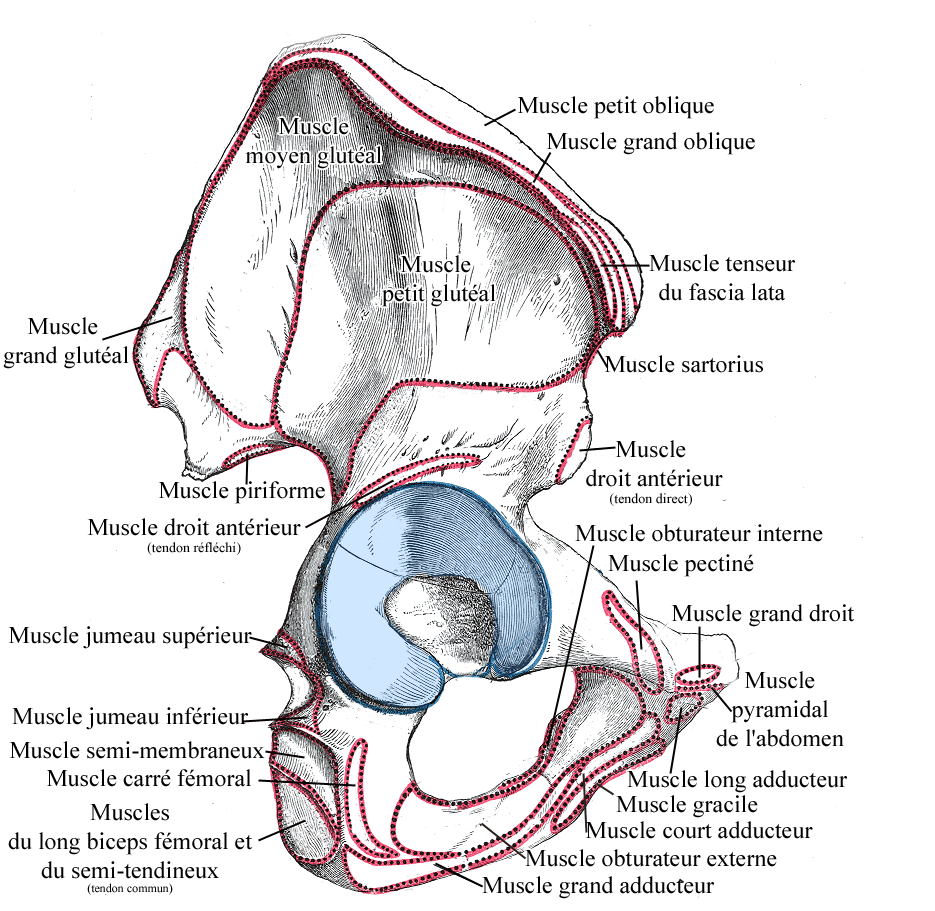
Os coxal, face latérale; insertions musculaires
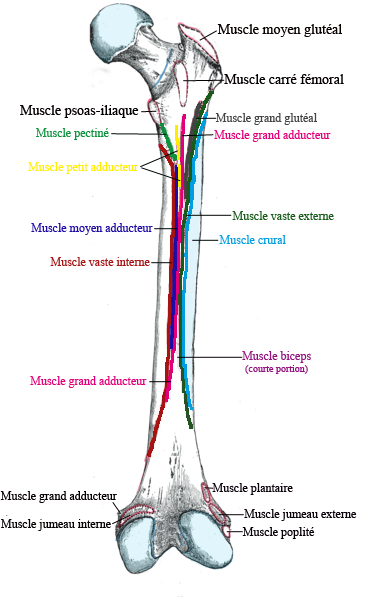
Face postérieure du fémur droit. Insertions musculaires

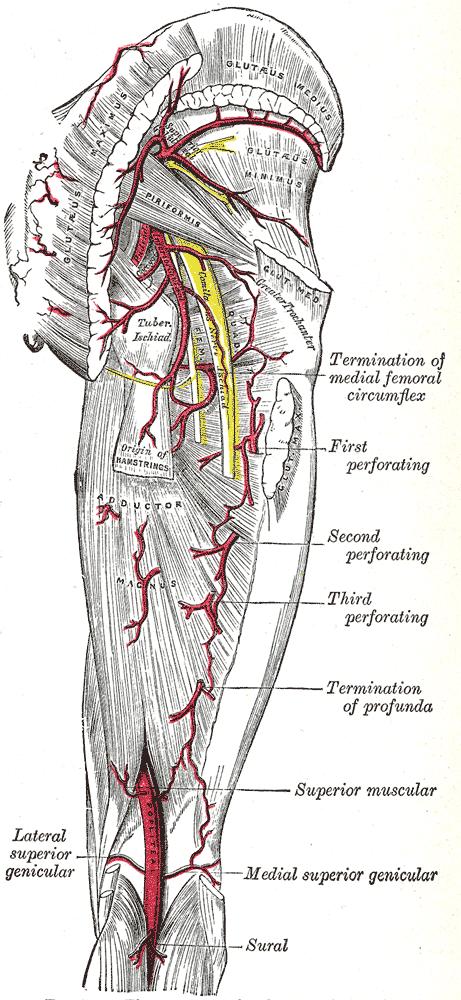
Les artères de la face postérieure de la fesse et de la cuisse.
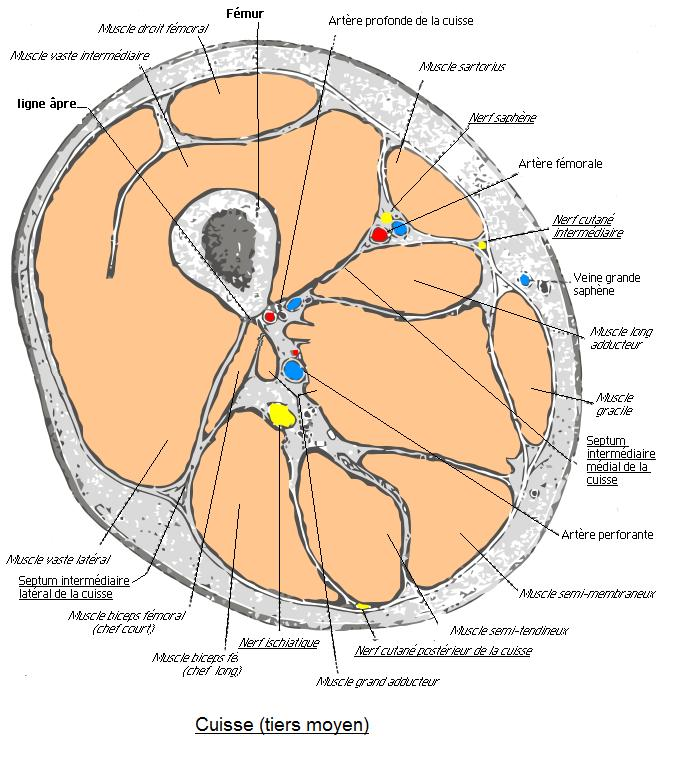
Coupe transversale de la cuisse (tiers moyen).
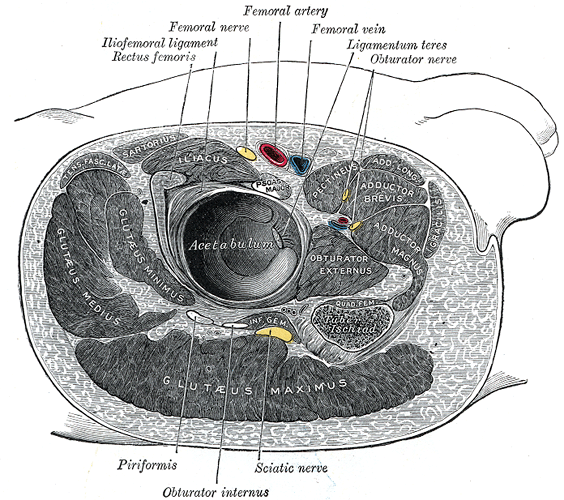
Coupe sagittale de la hanche, sujet couché sur le dos.